# Rhinella truebae
Espèce
Synonymes
- Rhamphophryne truebae Lynch & Renjifo, 1990

Statut de conservation UICN

 DD  : Données insuffisantes
Rhinella truebae est une espèce d'amphibiens de la famille des Bufonidae.

## Répartition
Cette espèce est endémique du département d'Antioquia en Colombie.

## Description
Rhinella truebae mesure jusqu'à 65,9 mm.

## Étymologie
Cette espèce est nommée en l'honneur de Linda Trueb.

## Publication originale
- Lynch & Renjifo, 1990 : Two New Toads (Bufonidae: Rhamphophryne) from the Northern Andes of Colombia. Journal of Herpetology, vol. 24, no 4, p. 364-371.